# Corrie Sanders
Cornelius Johannes "Corrie" Sanders, född 7 januari 1966 i Pretoria, död 23 september 2012 i Pretoria, var en sydafrikansk boxare. Han blev tungviktsvärldsmästare 2003 efter att ha besegrat Vladimir Klitsjko. 
Han avled på sjukhus under natten den 23 september 2012, efter att ha blivit skjuten i samband med ett rån på en restaurang utanför Brits.